# Mise en boîte (film)
 (mars 2018).
Si vous disposez d'ouvrages ou d'articles de référence ou si vous connaissez des sites web de qualité traitant du thème abordé ici, merci de compléter l'article en donnant les références utiles à sa vérifiabilité et en les liant à la section « Notes et références ».
Pour plus de détails, voir Fiche technique et Distribution.
Mise en boîte (Canned Feud) est un court métrage d'animation de la série des Looney Tunes réalisé par Friz Freleng, mettant en scène que Grosminet et sorti en 1951.